# IV когорта далматов
IV когорта далматов (лат. Cohors IV Delmatarum) — вспомогательное подразделение армии Древнего Рима.
Когорта, вероятно, была набрана в правление императора Октавиана Августа из жителей Далмации после 9 года. К эпохе царствования Клавдия подразделение уже существовало. О его ранней истории известно мало. Холдер предполагает, что когорта, возможно, принимала участие в римском вторжении в Британию (43 год) или подавлении восстания Боудикки (61 год), но этому нет никаких доказательств. Кроме того, его версия вступает в противоречие с тремя надгробиями I века из фортов Бинген и Бингербрюк в Германии на рейнской границе, что указывает на пребывание подразделения в рассматриваемое время в данных крепостях. Когорта впервые появляется в датируемой эпиграфической надписи в 103 году в Британии. Она все ещё стояла там лагерем в 126—130 годах, когда последний раз упоминается в датируемой надписи из римской крепости Медиобогдум. Последняя надпись является неполной, но в целом, хотя и с некоторыми оговорками, её относят к IV когорте далматов. Исчезновение когорты из эпиграфических записей в начале II века привело Спола к мысли, что она была объединена с другим подразделением в I конную когорту паннонцев и далматов, упомянутую в Нижней Германии в 127 году. Но пока что окончательно делать какие-либо выводы рано.